# André Wollscheidt
André Wollscheidt (* 24. April 1914 in Esch an der Alzette; † 31. Januar 1995 ebenda) war ein luxemburgischer Boxer.

## Werdegang
André Wollscheidt, der für den Boxing Club Esch boxte, nahm an den Olympischen Sommerspielen 1936 in Berlin teil. Im Leichtgewichtsturnier schied er in der ersten Runde gegen den späteren Silbermedaillengewinner Nikolai Stepulov aus Estland aus.